# Drept civil
Dreptul civil este acea ramură de drept ce reglementează relațiile social-patrimoniale și nepatrimoniale stabilite între persoane fizice și/sau juridice ce se află pe poziții de egalitate juridică, chiar când una dintre părți este statul (ca persoană privată și nu ca autoritate publică). 
Raporturile juridice civile pot fi patrimoniale (cele mai multe) și nepatrimoniale.
Dreptul civil face parte din ramura dreptului privat. Totodată din ramura dreptului privat mai face parte: dreptul bancar, dreptul familiar și altele.